# Gilles Cohen (mathématicien)
Pour les articles homonymes, voir Gilles Cohen et Cohen.
Gilles Cohen, né le 11 décembre 1951 à Ariana (Tunisie) et mort le 19 novembre 2023, à Neuilly-sur-Seine, est un professeur de mathématiques français, fondateur et directeur du magazine Tangente. Il est un acteur majeur de la diffusion des mathématiques vers le grand public.

## Carrière professionnelle
Normalien à 18 ans, agrégé de mathématiques en 1974, Gilles Nessim Cohen enseigne de 1983 à 2005 en classes préparatoires au lycée Saint-Louis.

## Activités
Grand joueur de bridge, il a été vice président de la fédération française de bridge. Il écrit avec Daniel Temam un manuel intitulé Le Bridge par étapes publié  en 1983.
Il crée en 1986 le Championnat international des jeux mathématiques et logiques.
Il fonde, avec Jean-Pierre Boudine et d'autres passionnés de mathématiques, le magazine Tangente dont le premier numéro sort en octobre 1987. Il en sera le directeur jusqu'à son décès.
Il crée en 1990 les éditions POLE, acronyme de « Production et organisation de loisirs éducatifs », qui gère en particulier le magazine Tangente ainsi que ses hors-séries.
Il fonde en 1993 le Comité international des jeux mathématiques (CIJM), qui a pour but d'établir des liens entre des rallyes, tournois et des lieux de diffusion mathématique.
Il est à l'initiative en 2000 du Salon de la culture et des jeux mathématiques dont il confie l'organisation dès 2001 au CIJM, présidé alors par Marie-José Pestel.
Il anime de 1997 à 2023, avec Élisabeth Busser, la rubrique « Affaire de logique » du journal Le Monde et reçoit avec sa consœur le Prix d'Alembert en 2000.
Il crée en 2009 les « Trophées Tangente » dont le « Prix Tangente du livre », qui récompense un livre « ayant donné envie à un large public d'en savoir plus sur un ou plusieurs domaines des mathématiques ».
Il soutient, par l'intermédiaire de la revue Tangente, toutes les initiatives en faveur de la popularisation des mathématiques, comme par exemple MATh.en.JEANS et le Kangourou des mathématiques.

## Mort
Père de trois enfants, Gilles Cohen meurt brutalement, après avoir dîné avec des amis, à la sortie d'un restaurant de Neuilly-sur-Seine, d'un arrêt cardiaque à l'âge de 71 ans.

## Publications
Les énigmes dans Le Monde d'Élisabeth Busser et Gilles Cohen ont connu différentes compilations aux éditions POLE :
- Affaire de logique : 100 jeux mathématiques du Monde, 1998 (ISBN 978-2-909737-35-5)
- 100 défis mathématiques du Monde : Affaire de logique II, problèmes 101 à 200, 2001 (ISBN 978-2-909737-73-7)
- 100 jeux mathématiques du Monde : Affaire de logique III, problèmes 201 à 300, 2004 (ISBN 978-2-909737-35-5)
- 200 nouveaux problèmes du Monde : Énigmes 301 à 500, 2007 (ISBN 978-2-84884-084-0)
- Les 5 piliers du divertissement mathématique : Énigmes 501 à 750, 2013 (ISBN 978-2-84884-155-7)